# Ayoze Alonso
Ayoze Alonso Ruiz (nacido el 4 de abril de 1991 en San Juan de la Rambla, Santa Cruz de Tenerife), conocido simplemente como Ayoze Alonso, es un jugador de baloncesto español. Con 1 metros y 87 centímetros de estatura, juega en la posición de base en las filas del Club Baloncesto Tizona de la Liga LEB Oro.

## Trayectoria
Formado en el CB Guancha de su oriunda localidad, y dado a conocer en el baloncesto regional en el Hércules júnior, Ayoze Alonso comenzó en la temporada 2009-10 su periplo en Liga EBA. Primero el San Isidro y luego se marcha a la capital con el CB Santa Cruz.
En 2013 ingresa en el Real Club Náutico de Tenerife de Baloncesto para jugar en Liga EBA, equipo vinculado al CB Canarias con el que entrenaría en varias ocasiones, en el que llegaría a jugar durante 5 temporadas.
En la temporada 2019-20, firma por el CB Tizona de Liga LEB Plata, con el que conseguiría el ascenso a la Liga LEB Oro. El base promedió 12.8 puntos por partido y más de un 40% de efectividad desde la línea de 6,75 metros.
El 15 de julio de 2020, renueva hasta 2022 por el conjunto burgalés del UBU Tizona para jugar en Liga LEB Oro durante la temporada 2020-21. Disputa 25 partidos en los que alcanzó promedios de 11.8 puntos, 3.1 asistencias y 2.2 rebotes.
El 6 de agosto de 2021, se incorpora a la plantilla del Levitec Huesca de la Liga LEB Oro.
El 1 de agosto de 2022, regresa al Club Baloncesto Tizona de la Liga LEB Plata.